# Noah Beery Jr.
Noah Beery Jr. (ur. 10 sierpnia 1913 w Nowym Jorku, zm. 1 listopada 1994 w Tehachapi) – amerykański aktor filmowy i telewizyjny.

## Filmografia
seriale
- 1948: Studio One
- 1955: Gunsmoke jako Nate Guthrie
- 1958: Poszukiwany: żywy lub martwy jako El Gato / Barney Durant
- 1974: The Rockford Files jako Joseph 'Rocky' Rockford
- 1977: Statek miłości jako Daryl Wilcox / Gordon Layton
- 1984: Niebezpieczne ujęcia jako Graham

film
- 1920: The Mutiny of the Elsinore jako Andreas Mellaire
- 1929: Poszukiwaczki złota z Broadwayu jako Chłopak na scenie
- 1938: Szkoła dla dziewcząt jako George
- 1941: Sierżant York jako Buck Lipscomb
- 1964: Siedem wcieleń Doktora Lao jako Tim Mitchell
- 1976: Francis Gary Powers: The True Story of the U-2 Spy Incident jako Oliver Powers
- 1982: Najlepszy mały burdelik w Teksasie jako Edsel

## Nagrody i nominacje
Został dwukrotnie nominowany do nagrody Emmy, a także posiada gwiazdę na Hollywoodzkiej Alei Gwiazd